# Röllbach
Röllbach település Németországban, azon belül Bajorországban. Lakosainak száma 1698 fő (2023. december 31.). Röllbach Mönchberg, Collenberg, Großheubach és Klingenberg am Main községekkel határos.

## Népesség
A település népessége az elmúlt években az alábbi módon változott:
| Lakosok száma | 1025 | 990  | 1190 | 1279 | 1679 | 1678 | 1664 | 1654 | 1663 | 1698 |
|               | 1875 | 1950 | 1975 | 1987 | 2012 | 2014 | 2016 | 2017 | 2021 | 2023 |